# ウォーレイジャンプ
ウォーレイジャンプ(Walley jump)は　コネクティング・エレメンツの一つで完全に1回転するジャンプ

## 概要
右足のバックインサイドエッジに乗り、空中で完全に一回転し、同じ右足のバックアウトサイドエッジで降りる。
空中姿勢、ランディングの姿勢は他のフィギュアスケートのジャンプと同じである。
反時計回り、時計回りの両方の回転が可能。
ルッツジャンプのエントランスとして、左足のバックインサイドエッジから時計回りに一回転して、バックアウトサイドエッジで降り、そのままルッツジャンプに入るエントランスがある、これは2006年トリノオリンピックでアメリカのエヴァン・ライサチェクが中盤のルッツでみせたエントランスである。
ウォーレイジャンプはほとんどの場合が1回転であるが、まれに2回転をみせる選手がいる。シュテファン・リンデマンはエキシビジョンで2回転ウォーレイジャンプをみせている。3回転ウォーレイ、4回転ウォーレイを披露した選手は存在しない。ISUの新しい採点法ではウォーレイジャンプは何回転しようともジャンプの要素としてカウントされず、トランジショナル・ムーヴメントとしてのみ評価される。2回転以上のウォーレイジャンプを公式戦で披露する選手は現在のところいない。
ウォーレイジャンプはアメリカのNate Walleyが考案したと主張しているが、Pat Lowもイギリスで行っており、Pat Lowジャンプとも言われている。